# Питер Јан ван Лил
Питер Јан ван Лил (енгл. PJ van Lill; 4. децембар 1983) професионални је рагбиста и репрезентативац Намибије, који тренутно игра за Авеирон бајон у другој француској лиги. Висок 193 цм, тежак 112 кг, игра у трећој линији на позицији чепа. Пре Бајона играо је за Оријак, Дакс и Вандерерсе. За национални тим Намибије је до сада одиграо 43 тест мечева и постигао 20 поена.